# Liste der Amtssprachen
Liste der Amtssprachen (alphabetisch sortiert nach Sprachen). Zusätzlich wurden hier jene Länder berücksichtigt, die zwar keine Amtssprache definiert haben, allerdings Quasi-Amtssprachen besitzen.
In denjenigen Fällen, in denen eine Sprache nur in einem Teil eines Staates Amtssprache ist, steht hinter dem Namen des Staates ein Doppelpunkt, und in den folgenden Zeilen werden das oder die Teilgebiete aufgeführt, für die das zutrifft.

## A
Abasinisch ist Amtssprache in:
- Russland:
  - in der Autonomen Republik Karatschai-Tscherkessien (zusammen mit Russisch, Karatschaiisch und Kabardinisch)

Adygeisch ist Amtssprache in:
- Russland:
  - in der Autonomen Republik Adygeja (zusammen mit Russisch)

Afrikaans ist Amtssprache in:
- Südafrika (mit Englisch, Süd-Ndebele, Northern Sotho, Sesotho, Siswati, Tsonga, Tswana, Venda, Xhosa, Zulu)

Albanisch ist Amtssprache in:
- Albanien
- Kosovo
- Montenegro (laut Verfassung ebenfalls im amtlichen Gebrauch neben Montenegrinisch, Serbisch, Bosnisch und Kroatisch)
- Nordmazedonien

Amharisch ist Amtssprache in:
- Äthiopien

Arabisch ist Amtssprache in:
- Ägypten
- Algerien (mit Tamazight)
- Bahrain
- Dschibuti (mit Französisch)
- Eritrea (mit Tigrinja)
- Irak (mit Kurdisch)
- Israel (mit Hebräisch)
- Jemen
- Jordanien
- Katar
- Komoren (mit Französisch und Komorisch)
- Kuwait
- Libanon
- Libyen (mit Tamazight)
- Marokko (mit Tamazight)
- Mauretanien
- Oman
- Palästina
- Saudi-Arabien
- Somalia (mit Somali)
- Sudan (mit Englisch)
- Syrien
- Tschad (mit Französisch)
- Tunesien
- den Vereinigten Arabischen Emiraten

Aranesisch ist Amtssprache in:
- Spanien:
  - im Arantal in der Region Katalonien zusammen mit Katalanisch und Spanisch

Araona ist Amtssprache in:
- Bolivien (mit Quechua, Aymara, Guaraní, Spanisch und 32 weiteren indigenen Sprachen)

Armenisch ist Amtssprache in:
- Armenien
- Republik Arzach

Aseri ist Amtssprache in:
- Aserbaidschan
- Russland
  - Dagestan

Assamesisch ist Amtssprache in:
- Indien:
  - im Bundesstaat Assam

Awarisch ist Amtssprache in:
- Russland:
  - in der Autonomen Republik Dagestan (zusammen mit Russisch)

Aymara ist Amtssprache in:
- Bolivien (mit Quechua, Guaraní, Spanisch und 33 weiteren indigenen Sprachen)
- Peru:
  - „in den Zonen, wo es vorherrscht“ (mit Spanisch, gebietsweise mit Quechua)

## B
Balkarisch ist Amtssprache in:
- Russland:
  - in der Autonomen Republik Kabardino-Balkarien (zusammen mit Russisch und Kabardinisch)

Baskisch ist Amtssprache in:
- Spanien:
  - im Baskenland und in Teilen von Navarra (zusammen mit Spanisch)

Baschkirisch ist Amtssprache in:
- Russland:
  - in der Autonomen Republik Baschkortostan (zusammen mit Russisch)

Baure ist Amtssprache in:
- Bolivien (mit Quechua, Aymara, Guaraní, Spanisch und 32 weiteren indigenen Sprachen)

Belarussisch ist Amtssprache in:
- Belarus (mit Russisch)

Bengalisch ist Amtssprache in:
- Bangladesch
- Indien:
  - im Bundesstaat Westbengalen
  - im Bundesstaat Tripura (zusammen mit Kokborok)
  - regional in Teilen des Bundesstaates Assam (zusammen mit Assamesisch)

Bésiro ist Amtssprache in:
- Bolivien (mit Quechua, Aymara, Guaraní, Spanisch und 32 weiteren indigenen Sprachen)

Bhutia ist Amtssprache in:
- Indien:
  - im Bundesstaat Sikkim (mit Nepali, Lepcha, Limbu, Newari, Rai, Gurung, Mangar, Sherpa, Tamang und Sunwar)

Birmanisch ist Amtssprache in:
- Myanmar

Bislama (englisches Kreolisch) ist Amtssprache in:
- Vanuatu

Bodo ist Amtssprache in:
- Indien:
  - regional in Teilen des Bundesstaates Assam (zusammen mit Assamesisch)

Bosnisch ist Amtssprache in:
- Bosnien und Herzegowina (zusammen mit Serbisch und Kroatisch)
- Kosovo (regional)

Bulgarisch ist Amtssprache in:
- Bulgarien

Burgenlandkroatisch ist Amtssprache in:
- Österreich:
  - als Minderheitensprache im Burgenland zusammen mit Deutsch und Ungarisch

Burjatisch ist Amtssprache in:
- Russland:
  - in der Autonomen Republik Burjatien (zusammen mit Russisch)

## C
Canichana ist Amtssprache in:
- Bolivien (mit Quechua, Aymara, Guaraní, Spanisch und 32 weiteren indigenen Sprachen)

Cavineño ist Amtssprache in:
- Bolivien (mit Quechua, Aymara, Guaraní, Spanisch und 32 weiteren indigenen Sprachen)

Cayubaba ist Amtssprache in:
- Bolivien (mit Quechua, Aymara, Guaraní, Spanisch und 32 weiteren indigenen Sprachen)

Chácobo ist Amtssprache in:
- Bolivien (mit Quechua, Aymara, Guaraní, Spanisch und 32 weiteren indigenen Sprachen)

Chakassisch ist Amtssprache in:
- Russland:
  - in der Autonomen Republik Chakassien (zusammen mit Russisch)

Chamorro ist Amtssprache in:
- Guam (mit Englisch und Karolinisch)
- Nördliche Marianen (mit Englisch und Karolinisch)

Chichewa ist Amtssprache in:
- Malawi (zusammen mit Englisch)

Chimán ist Amtssprache in:
- Bolivien (mit Quechua, Aymara, Guaraní, Spanisch und 32 weiteren indigenen Sprachen)

(Hoch-)Chinesisch (Putonghua) ist Amtssprache in:
- der Volksrepublik China
  - auf gesamtstaatlicher Ebene
  - in der Sonderverwaltungszone Hongkong (zusammen mit Englisch)
  - in der Sonderverwaltungszone Macau (zusammen mit Portugiesisch)
- der Republik China (Taiwan)
- Singapur (zusammen mit Englisch, Malaiisch und Tamil)

Chipaya ist Amtssprache in:
- Bolivien (mit Quechua, Aymara, Guaraní, Spanisch und 32 weiteren indigenen Sprachen)

Chuukesisch ist Amtssprache in:
- Mikronesien:
  - im Bundesstaat Chuuk (zusammen mit Englisch)

Cook Islands Maori ist Amtssprache in:
- den Cookinseln (zusammen mit Englisch)

## D
Dänisch ist Amtssprache in:
- Dänemark
- Deutschland:
  - in Gebieten der dänischen Minderheit in Südschleswig (zusammen mit Deutsch)
- den Färöern (zusammen mit Färöisch)

Deutsch ist Amtssprache in:
- Belgien:
  - auf der Ebene des Gesamtstaates (zusammen mit Niederländisch und Französisch)
  - auf dem Gebiet der Deutschsprachigen Gemeinschaft
- Brasilien:
  - in 9 Gemeinden der Bundesstaaten Minas Gerais und Santa Catarina (zusammen mit Portugiesisch)
- Deutschland
- Italien:
  - in Südtirol (zusammen mit Italienisch und teilweise auch Ladinisch)
- Liechtenstein
- Luxemburg (zusammen mit Luxemburgisch und Französisch)
- Namibia (als Nationalsprache)
- Österreich
- Polen (als nationale Minderheitensprache)
- Schweiz:
  - auf der Ebene des Gesamtstaates (zusammen mit Französisch, Italienisch und Rätoromanisch)
  - in der Deutschschweiz:
    - in den 17 vollständig deutschsprachigen Kantonen
    - in den Kantonen Bern, Freiburg und Wallis (zusammen mit Französisch)
    - im Kanton Graubünden (zusammen mit Italienisch und Rätoromanisch)
    - in der Gemeinde Ederswiler auf Gemeindeebene im ansonsten französischsprachigen Kanton Jura
- Slowakei:
  - in den Gemeinden Blaufuss und Kuneschhau (zusammen mit Slowakisch)

Dhivehi ist Amtssprache in:
- Malediven

Dogri ist Amtssprache in:
- Indien:
  - im Bundesstaat Jammu und Kashmir (mit Kashmiri, Hindi und Urdu)

Dzongkha ist Amtssprache in:
- Bhutan

## E
Englisch ist Amtssprache in:
- Amerikanisch-Samoa (mit Samoanisch)
- Amerikanische Jungferninseln
- Anguilla
- Antigua und Barbuda
- Australien
- Bahamas
- Barbados
- Belize
- Bermuda
- Botswana (mit Setswana)
- Cayman Islands
- Cookinseln (mit Cook Islands Maori)
- Britische Jungferninseln
- Curaçao
- Dominica
- Falklandinseln
- Fidschi (mit Fidschi als Muttersprache, aber es ist keine Amtssprache definiert)
- Gambia
- Ghana
- Gibraltar
- Grenada
- Guam (mit Chamorro und Karolinisch)
- Guyana
- Hongkong (mit Chinesisch)
- Indien:
  - auf der Ebene des Gesamtstaates (zusammen mit Hindi)
  - in den Bundesstaaten Arunachal Pradesh und Nagaland (einzige Amtssprache)
  - im Unionsterritorium Chandigarh (zusammen mit Hindi)
  - im Unionsterritorium Andamanen und Nikobaren (zusammen mit Hindi)
- Irland (mit Irisch)
- Isle of Man (mit Manx)
- Jamaika
- Kamerun (mit Französisch)
- Kanada:
  - auf der Ebene des Gesamtstaates (zusammen mit Französisch)
  - in allen Provinzen und Territorien mit Ausnahme von Québec (in New Brunswick zusammen mit Französisch, in Nunavut zusammen mit Französisch und Inuktitut)
- den Kanalinseln (zusammen mit Französisch)
- Kenia (mit Kiswahili, dazu über 60 Stammessprachen und Dialekte. Aber es ist keine Amtssprache definiert)
- Kiribati (mit Kiribatisch, es ist jedoch keine Amtssprache definiert)
- Kokosinseln
- Lesotho (mit Sesotho)
- Liberia
- Malawi (mit Chichewa)
- Malta (zusammen mit Maltesisch)
- Marshallinseln (mit Marshallesisch, aber es ist keine Amtssprache definiert)
- Mauritius (de facto zusammen mit Französisch, keine Amtssprache definiert)
- Mikronesien (zusammen mit Pohnpeanisch, Chuukesisch, Kosreanisch, Yapesisch, Ulithisch und Woleaianisch)
- Montserrat
- Namibia
- Nauru (mit Nauruisch, es ist jedoch keine Amtssprache definiert)
- Neuseeland (zusammen mit Maori und Neuseeländischer Gebärdensprache)
- Nigeria
- Niue (mit Niueanisch)
- Nördliche Marianen (mit Chamorro und Karolinisch)
- Norfolkinsel
- Pakistan (mit Urdu)
- Palau (mit Palauisch, aber es ist keine Amtssprache definiert)
- Papua-Neuguinea (mit Hiri Motu und Tok Pisin)
- Philippinen (zusammen mit Filipino)
- Pitcairninseln
- Ruanda (mit Kinyarwanda und Französisch)
- Salomonen
- Sambia
- Samoa (mit Samoanisch)
- Seychellen (zusammen mit Seychellen-Kreolisch und Französisch)
- Sierra Leone
- Simbabwe
- Singapur (mit Malaiisch, Tamil und Hochchinesisch)
- St. Helena, Ascension und Tristan da Cunha
- St. Kitts und Nevis
- St. Lucia
- St. Vincent und die Grenadinen
- Sint Maarten
- Südafrika (mit Afrikaans, Süd-Ndebele, Northern Sotho, Sesotho, Siswati, Tsonga, Tswana, Venda, Xhosa, Zulu)
- Südsudan
- Eswatini (mit Siswati, aber es ist keine Amtssprache definiert)
- Tansania (mit Kiswahili)
- Tokelau
- Tonga (mit Tongaisch, aber es ist keine Amtssprache definiert)
- Trinidad und Tobago
- Turks- und Caicosinseln
- Tuvalu (mit Tuvaluisch)
- Uganda
- Vanuatu (mit Französisch und Bislama (englisches Kreolisch))
- Vereinigtes Königreich (in Wales zusammen mit Walisisch)
- Vereinigten Staaten von Amerika (seit 1. März 2025 durch Executive Order alleinige Amtssprache)
  - folgende Bundesstaaten haben Englisch auch offiziell als Amtssprache festgelegt: Alabama (1990), Alaska (1998), Arkansas (1987), Colorado (1988), Florida (1988), Georgia (1996), Illinois (1969), Indiana (1984), Iowa (2002), Kalifornien (1986), Kentucky (1984), Louisiana (1811), Massachusetts (1975), Mississippi (1987), Missouri (1998), Montana (1995), Nebraska (1920), New Hampshire (1995), North Carolina (1987), North Dakota (1987), South Carolina (1988), South Dakota (1995), Tennessee (1984), Utah (2000), Virginia (1996), Wyoming (1996); das entsprechende Gesetz von Arizona (von 1988) wurde 1998 gerichtlich annulliert
  - in Hawaiʻi ist Englisch Amtssprache zusammen mit Hawaiisch
  - in New Mexico ist Englisch Amtssprache zusammen mit Spanisch
  - im Assoziierten Staat Puerto Rico ist Englisch Amtssprache zusammen mit Spanisch
- Weihnachtsinsel (Australien)

Ese ejja ist Amtssprache in:
- Bolivien (mit Quechua, Aymara, Guaraní, Spanisch und 32 weiteren indigenen Sprachen)

Estnisch ist Amtssprache in:
- Estland

## F
Färöisch ist Amtssprache in:
- den Färöern (zusammen mit Dänisch)

Fidschi ist Amtssprache in:
- Fidschi (mit Englisch als Muttersprache, aber es ist keine Amtssprache definiert)

Filipino ist die Amtssprache in:
- den Philippinen (zusammen mit Englisch)

Finnisch ist Amtssprache in:
- Finnland (mit Schwedisch)

Französisch ist Amtssprache in:
- Äquatorialguinea (zusammen mit Spanisch und Portugiesisch)
- Belgien:
  - auf der Ebene des Gesamtstaates (zusammen mit Niederländisch und Deutsch)
  - in der Französischen Gemeinschaft Belgiens (Region Brüssel-Hauptstadt [zusammen mit Niederländisch] und nicht deutschsprachiger Teil der Wallonischen Region)
- Benin
- Burkina Faso
- Burundi (mit Kirundi)
- Côte d’Ivoire
- Dschibuti (mit Arabisch)
- Frankreich
- Gabun
- Guernsey (mit Englisch)
- Guinea
- Haiti (mit Haitianisch)
- Italien:
  - im Aostatal (zusammen mit Italienisch)
- Jersey (mit Englisch)
- Kamerun (mit Englisch)
- Kanada:
  - auf der Ebene des Gesamtstaates (zusammen mit Englisch)
  - in der Provinz New Brunswick/Nouveau-Brunswick (zusammen mit Englisch)
  - in der Provinz Québec (als alleinige Amtssprache)
  - in den Nordwest-Territorien
  - teilweise auch in Nunavut (zusammen mit Englisch und Inuktitut)
  - im Territorium Yukon (Territorium)
- Komoren (mit Arabisch und Komorisch)
- Republik Kongo
- Demokratische Republik Kongo
- Luxemburg (mit Luxemburgisch und Deutsch)
- Madagaskar (mit Malagasy)
- Mali
- Mauritius (de facto zusammen mit Englisch, keine Amtssprache definiert)
- Monaco
- Niger
- Ruanda (mit Kinyarwanda und Englisch)
- Schweiz:
  - auf der Ebene des Gesamtstaates (zusammen mit Deutsch, Italienisch und Rätoromanisch)
  - in den Kantonen Genf, Jura, Neuenburg und Waadt
  - in den Kantonen Bern, Freiburg und Wallis (zusammen mit Deutsch)
- Senegal
- Seychellen (zusammen mit Seychellen-Kreolisch und Englisch)
- Togo
- Tschad (mit Arabisch)
- Vanuatu (mit Bislama (englisches Kreolisch) und Englisch, aber keine Amtssprache definiert)
- Vereinigte Staaten:
  - Louisiana
- Zentralafrikanische Republik (mit Sango)

## G
Gagausisch ist Amtssprache in:
- Moldau:
  - im autonomen Gebiet Gagausien (zusammen mit Rumänisch und Russisch)

Galicisch ist Amtssprache in:
- Spanien:
  - in Galicien mit Kastilisch

Garo ist Amtssprache in:
- Indien:
  - im Bundesstaat Meghalaya (zusammen mit Khasi)

Gascognisch siehe Aranesisch
Georgisch ist Amtssprache in:
- Georgien

Griechisch ist Amtssprache in:
- Griechenland
- Zypern (mit Türkisch)

Grönländisch ist Amtssprache in:
- Grönland

Guaraní ist Amtssprache in:
- Argentinien
  - Provinz Corrientes
- Bolivien (mit Quechua, Aymara, Spanisch und 33 weiteren indigenen Sprachen)
- Brasilien
  - Tacuru (Mato Grosso do Sul)
- Paraguay (mit Spanisch)

Guarayu ist Amtssprache in:
- Bolivien (mit Quechua, Aymara, Guaraní, Spanisch und 32 weiteren indigenen Sprachen)

Gujarati ist Amtssprache in:
- Indien:
  - im Bundesstaat Gujarat
  - im Unionsterritorium Daman und Diu (zusammen mit Konkani und Marathi)
  - im Unionsterritorium Dadra und Nagar Haveli (zusammen mit Gujarati, Hindi und Englisch)

Gurung ist Amtssprache in:
- Indien:
  - im Bundesstaat Sikkim (mit Nepali, Bhutia, Lepcha, Limbu, Newari, Rai, Mangar, Sherpa, Tamang und Sunwar)

## H
Haitianisch-Kreolisch ist Amtssprache in:
- Haiti (mit Französisch)

Hawaiisch ist Amtssprache in:
- den Vereinigten Staaten:
  - Hawaiʻi (mit Englisch)

Hebräisch ist Amtssprache in:
- Israel (mit Arabisch)

Hindi ist Amtssprache in:
- Indien:
  - auf der Ebene des Gesamtstaates (zusammen mit Englisch)
  - in den Bundesstaaten Madhya Pradesh, Haryana, Himachal Pradesh, Jharkhand, Chhattisgarh, Uttarakhand und Rajasthan (einzige Amtssprache)
  - im Bundesstaat Uttar Pradesh (zusammen mit Urdu)
  - im Bundesstaat Bihar (zusammen mit Urdu)
  - im Bundesstaat Jammu und Kashmir (zusammen mit Kashmiri, Dogri und Urdu)
  - im Unionsterritorium Delhi (einzige Amtssprache)
  - im Unionsterritorium Dadra und Nagar Haveli (zusammen mit Gujarati, Marathi und Englisch)
  - in den Unionsterritorien Chandigarh, Andamanen und Nikobaren (zusammen mit Englisch)

## I
Indonesisch ist Amtssprache in:
- Indonesien

Inguschisch ist Amtssprache in:
- Russland:
  - in der Autonomen Republik Inguschetien (zusammen mit Russisch)

Inuinnaqtun ist Amtssprache in:
- Kanada:
  - in den Nordwest-Territorien
  - in der Provinz Nunavut zusammen mit Englisch, Französisch und Inuktitut

Inuktitut ist Amtssprache in:
- Kanada:
  - Nordwest-Territorien
  - in der Provinz Nunavut zusammen mit Englisch, Französisch und Innuinaqtun

Irisch ist Amtssprache in:
- Irland (mit Englisch)

Isländisch ist Amtssprache in:
- Island

Italienisch ist Amtssprache in:
- Italien (in einigen Regionen und Provinzen zusammen mit Deutsch, Französisch, Ladinisch, Slowenisch)
- Kroatien:
  - in Teilen von Istrien zusammen mit Kroatisch
- San Marino
- Schweiz:
  - auf der Ebene des Gesamtstaates (zusammen mit Deutsch, Französisch und Rätoromanisch)
  - im Kanton Tessin
  - im Kanton Graubünden (zusammen mit Deutsch und Rätoromanisch)
- Slowenien:
  - im slowenischen Küstengebiet zusammen mit Slowenisch
- Vatikanstadt (zusammen mit Latein)

Itonama ist Amtssprache in:
- Bolivien (mit Quechua, Aymara, Guaraní, Spanisch und 32 weiteren indigenen Sprachen)

## J
Jakutisch ist Amtssprache in:
- Russland:
  - in der Autonomen Republik Sacha (zusammen mit Russisch)

Japanisch ist Amtssprache in:
- Japan

## K
Kabardinisch ist Amtssprache in:
- Russland:
  - in der Autonomen Republik Kabardino-Balkarien (zusammen mit Russisch und Balkarisch)
  - in der Autonomen Republik Karatschai-Tscherkessien (zusammen mit Russisch, Karatschaisch und Abasinisch)

Kalaallisut siehe Grönländisch
Kalmückisch ist Amtssprache in:
- Russland:
  - in der Autonomen Republik Kalmückien (zusammen mit Russisch)

Kannada ist Amtssprache in:
- Indien:
  - im Bundesstaat Karnataka

Kantonesisch ist Amtssprache in:
- Hongkong
- Macau

Karakalpakisch ist Amtssprache in:
- Usbekistan:
  - in Karakalpakistan (zusammen mit Usbekisch)

Karatschaiisch ist Amtssprache in:
- Russland:
  - in der Autonomen Republik Karatschai-Tscherkessien (zusammen mit Russisch, Abasinisch und Kabardinisch)

Karolinisch ist Amtssprache in:
- Guam (mit Englisch und Chamorro)
- Nördliche Marianen (mit Englisch und Chamorro)

Kasachisch ist Amtssprache in:
- Kasachstan (zusammen mit Russisch)
- der Volksrepublik China (zusammen mit Hochchinesisch und anderen Sprachen):
  - in Teilen des Uigurischen Autonomen Gebiets Xinjiang:
    - Kasachischer Autonomer Bezirk Ili
    - Kasachischer Autonomer Kreis Barkol
    - Kasachischer Autonomer Kreis Mori

  - in einem Teil der Provinz Gansu:
    - Autonomer Kreis Aksay der Kasachen

Kashmiri ist Amtssprache in:
- Indien:
  - im Bundesstaat Jammu und Kashmir (mit Dogri, Hindi und Urdu)

Kastilisch siehe Spanisch
Katalanisch ist Amtssprache in:
- Andorra
- Spanien:
  - auf den Balearischen Inseln, in Katalonien und Valencia zusammen mit Spanisch

Khasi ist Amtssprache in:
- Indien:
  - im Bundesstaat Meghalaya (zusammen mit Garo)

Khmer ist Amtssprache in:
- Kambodscha

Kichwa siehe Quechua
Kinyarwanda ist Amtssprache in:
- Ruanda (mit Englisch und Französisch)

Kirgisisch ist Amtssprache in:
- Kirgisistan
- der Volksrepublik China (zusammen mit Hochchinesisch und anderen Sprachen):
  - in einem Teil des Uigurischen Autonomen Gebiets Xinjiang

Kiribatisch ist Amtssprache in:
- Kiribati (mit Englisch, aber es ist keine Amtssprache definiert)

Kirundi ist Amtssprache in:
- Burundi (zusammen mit Französisch)

Kiswahili ist Amtssprache in:
- Kenia (mit Englisch)
- Tansania (mit Englisch)
- Uganda (mit Englisch)

Kokborok ist Amtssprache in:
- Indien:
  - im Bundesstaat Tripura (zusammen mit Bengali)

Komi ist Amtssprache in:
- Russland:
  - in der Autonomen Republik Komi (zusammen mit Russisch)

Konkani ist Amtssprache in:
- Indien:
  - im Bundesstaat Goa
  - im Unionsterritorium Daman und Diu (zusammen mit Marathi und Gujarati)

Koreanisch ist Amtssprache in:
- Nordkorea
- Südkorea
- der Volksrepublik China (zusammen mit Hochchinesisch und anderen Sprachen):
  - in Teilen der Provinz Jilin:
    - Autonomer Bezirk Yŏnbyŏn der Koreaner
    - Autonomer Kreis Changbaek der Koreaner

Kosraeanisch ist Amtssprache in:
- Mikronesien:
  - im Bundesstaat Kosrae (zusammen mit Englisch)

Kroatisch ist Amtssprache in:
- Bosnien und Herzegowina (zusammen mit Bosnisch und Serbisch)
- Kroatien
- Serbien:
  - in der autonomen Provinz Vojvodina (zusammen mit Serbisch und 4 weiteren Sprachen)

## L
Ladinisch ist Amtssprache in:
- Italien
  - nur in den Dolomiten bzw. Südtirol (zusammen mit Italienisch und Deutsch)

Laotisch ist Amtssprache in:
- Laos

Latein ist Amtssprache im:
- Vatikanstadt (zusammen mit Italienisch)

Leco ist Amtssprache in:
- Bolivien (mit Quechua, Aymara, Guaraní, Spanisch und 32 weiteren indigenen Sprachen)

Lepcha ist Amtssprache in:
- Indien:
  - im Bundesstaat Sikkim (mit Nepali, Bhutia, Limbu, Newari, Rai, Gurung, Mangar, Sherpa, Tamang und Sunwar)

Lettisch ist Amtssprache in:
- Lettland

Limbu ist Amtssprache in:
- Indien:
  - im Bundesstaat Sikkim (mit Nepali, Bhutia, Lepcha, Newari, Rai, Gurung, Mangar, Sherpa, Tamang und Sunwar)

Litauisch ist Amtssprache in:
- Litauen

Luxemburgisch ist Amtssprache in:
- Luxemburg (mit Französisch und Deutsch)

## M
Machajuyai-Kallawaya ist Amtssprache in:
- Bolivien (mit Quechua, Aymara, Guaraní, Spanisch und 32 weiteren indigenen Sprachen)

Machineri ist Amtssprache in:
- Bolivien (mit Quechua, Aymara, Guaraní, Spanisch und 32 weiteren indigenen Sprachen)

Malagasy ist Amtssprache in:
- Madagaskar  (mit Französisch)

Malaiisch ist Amtssprache in:
- Brunei
- Indonesien
- Malaysia
- Singapur (mit Englisch, Tamil und Chinesisch)

Malayalam ist Amtssprache in:
- Indien:
  - im Bundesstaat Kerala
  - im Unionsterritorium Lakshadweep
  - im Unionsterritorium Puducherry (zusammen mit Telugu, Tamil und Englisch)

Maltesisch ist Amtssprache in:
- Malta (mit Englisch)

Mangar ist Amtssprache in:
- Indien:
  - im Bundesstaat Sikkim (mit Nepali, Bhutia, Lepcha, Limbu, Newari, Rai, Gurung, Sherpa, Tamang und Sunwar)

Maori ist Amtssprache in:
- Neuseeland (zusammen mit Englisch und Neuseeländischer Gebärdensprache)

Marathi ist Amtssprache in:
- Indien:
  - im Bundesstaat Maharashtra
  - im Unionsterritorium Daman und Diu (zusammen mit Konkani und Gujarati)
  - im Unionsterritorium Dadra und Nagar Haveli (zusammen mit Gujarati, Hindi und Englisch)

Mari ist Amtssprache in:
- Russland:
  - in der Autonomen Republik Mari El (zusammen mit Russisch)

Marokkanisches Tamazight ist Amtssprache in:
- Marokko (mit Arabisch)

Maropa ist Amtssprache in:
- Bolivien (mit Quechua, Aymara, Guaraní, Spanisch und 32 weiteren indigenen Sprachen)

Marshallesisch ist Amtssprache in:
- Marshallinseln (mit Englisch, aber es ist keine Amtssprache definiert)

Mazedonisch ist Amtssprache in:
- Nordmazedonien

Meitei ist Amtssprache in:
- Indien:
  - im Bundesstaat Manipur (zusammen mit Englisch)

Mizo ist Amtssprache in:
- Indien:
  - im Bundesstaat Mizoram

Mojeño-trinitario ist Amtssprache in:
- Bolivien (mit Quechua, Aymara, Guaraní, Spanisch und 32 weiteren indigenen Sprachen)

Mojeño-ignaciano ist Amtssprache in:
- Bolivien (mit Quechua, Aymara, Guaraní, Spanisch und 32 weiteren indigenen Sprachen)

Moldauisch: siehe Rumänisch
Mongolisch ist Amtssprache in:
- der Mongolei
- der Volksrepublik China (zusammen mit Hochchinesisch und anderen Sprachen):
  - im Autonomen Gebiet Innere Mongolei
  - in Teilen des Uigurischen Autonomen Gebiets Xinjiang:
    - Mongolischer Autonomer Bezirk Bayingolin
    - Mongolischer Autonomer Bezirk Bortala
    - Mongolischer Autonomer Kreis Hoboksar

  - in Teilen der Provinz Liaoning:
    - Autonomer Kreis Fuxin der Mongolen
    - Autonomer Kreis Harqin Linker Flügel der Mongolen

  - in einem Teil der Provinz Jilin:
    - Autonomer Kreis Vorderer Gorlos der Mongolen

  - in einem Teil der Provinz Heilongjiang:
    - Autonomer Kreis Dorbod der Mongolen

  - in einem Teil der Provinz Gansu:
    - Autonomer Kreis Subei der Mongolen

  - in einem Teil der Provinz Qinghai:
    - Autonomer Bezirk Haixi der Mongolen und Tibeter

  - in einem Teil der Provinz Hebei:
    - Autonomer Kreis Weichang der Manju und Mongolen

Montenegrinisch ist Amtssprache in:
- Montenegro

Mordwinisch ist Amtssprache in:
- Russland:
  - in der Autonomen Republik Mordwinien (zusammen mit Russisch)

Moré ist Amtssprache in:
- Bolivien (mit Quechua, Aymara, Guaraní, Spanisch und 32 weiteren indigenen Sprachen)

Mosetén ist Amtssprache in:
- Bolivien (mit Quechua, Aymara, Guaraní, Spanisch und 32 weiteren indigenen Sprachen)

Movima ist Amtssprache in:
- Bolivien (mit Quechua, Aymara, Guaraní, Spanisch und 32 weiteren indigenen Sprachen)

## N
Nauruisch ist Amtssprache in:
- Nauru (mit Englisch)

Ndebele ist Amtssprache in:
- Süd-Ndebele: Südafrika (mit Afrikaans, Englisch, Northern Sotho, Sesotho, Siswati, Tsonga, Tswana, Venda, Xhosa, Zulu)
- Nord-Ndebele: Simbabwe (mit Englisch, Shona)

Nepali ist Amtssprache in:
- Nepal
- Indien:
  - im Bundesstaat Sikkim (mit Bhutia, Lepcha, Limbu, Newari, Rai, Gurung, Mangar, Sherpa, Tamang und Sunwar)

Neuseeländische Gebärdensprache ist Amtssprache in:
- Neuseeland (mit Englisch und Maori)

Newari ist Amtssprache in:
- Indien:
  - im Bundesstaat Sikkim (mit Nepali, Bhutia, Lepcha, Limbu, Rai, Gurung, Mangar, Sherpa, Tamang und Sunwar)

Niederdeutsch
- in Deutschland
  - Bremen
  - Hamburg
  - Mecklenburg-Vorpommern
  - Niedersachsen
  - Schleswig-Holstein[1]
- in Brasilien lokal
  - Canguçu
  - Domingos Martins
  - Espírito Santo
  - Laranja da Terra
  - Pancas
  - Pomerode
  - Santa Maria de Jetibá
  - Vila Pavão

Niederländisch ist Amtssprache in:
- Belgien:
  - auf der Ebene des Gesamtstaates (zusammen mit Französisch und Deutsch)
  - in der Flämischen Gemeinschaft (Region Brüssel-Hauptstadt [zusammen mit Französisch] und Region Flandern)
- Königreich der Niederlande
  - Aruba
  - Curaçao
  - Niederlande
  - Sint Maarten
- Suriname

Niedersorbisch ist Amtssprache in:
- Deutschland:
  - als zweite Amtssprache im Siedlungsgebiet der Sorben/Wenden in Brandenburg

Niueanisch ist Amtssprache in:
- Niue (mit Englisch)

Nord-Sotho ist Amtssprache in:
- Südafrika (mit Afrikaans, Englisch, Ndebele, Sesotho, Siswati, Tsonga, Tswana, Venda, Xhosa, Zulu)

Norwegisch ist Amtssprache in:
- Norwegen

## O
Obersorbisch ist Amtssprache in:
- Deutschland:
  - als zweite Amtssprache im Sorbischen Siedlungsgebiet in Sachsen

Okzitanisch siehe Aranesisch
Oriya ist Amtssprache in:
- Indien:
  - im Bundesstaat Odisha

Ossetisch ist Amtssprache in:
- Russland:
  - in der Autonomen Republik Nordossetien (zusammen mit Russisch)

## P
Pacawara ist Amtssprache in:
- Bolivien (mit Quechua, Aymara, Guaraní, Spanisch und 32 weiteren indigenen Sprachen)

Palauisch ist Amtssprache in:
- Palau (mit Englisch, aber es ist keine Amtssprache definiert)

Panjabi ist Amtssprache in:
- Indien:
  - im Bundesstaat Punjab

Papiamento ist Amtssprache in:
- Aruba
- Curaçao

Paschtu ist Amtssprache in:
- Afghanistan (mit Dari)

Pauserna-Guarasug'wä ist Amtssprache in:
- Bolivien (mit Quechua, Aymara, Guaraní, Spanisch und 32 weiteren indigenen Sprachen)

Persisch ist Amtssprache in:
- Afghanistan [unter der Bezeichnung Dari] (mit Paschtu)
- Iran [unter der Bezeichnung Persisch]

Pohnpeanisch ist Amtssprache in:
- Mikronesien:
  - im Bundesstaat Pohnpei (zusammen mit Englisch)

Polnisch ist Amtssprache in:
- Polen

Portugiesisch ist Amtssprache in:
- Äquatorialguinea (zusammen mit Französisch und Spanisch)
- Angola
- Brasilien
- Guinea-Bissau
- Kap Verde
- China:
  - in der Sonderverwaltungszone Macau (zusammen mit Chinesisch)
- Mosambik
- Osttimor (zusammen mit Tetum)
- Portugal
- São Tomé und Príncipe

## Q
Quechua ist Amtssprache in:
- Bolivien (mit Aymara, Guaraní, Spanisch und 33 weiteren indigenen Sprachen)
- Ecuador:
  - offizielle Sprache für „interkulturelle Beziehungen“ und „Angelegenheit der indigenen Gemeinschaften“ (als Kichwa, mit Spanisch und Shuar)
- Peru:
  - „in den Zonen, wo es vorherrscht“ (mit Spanisch, gebietsweise mit Aymara)

## R
Rai ist Amtssprache in:
- Indien:
  - im Bundesstaat Sikkim (mit Nepali, Bhutia, Lepcha, Limbu, Newari, Gurung, Mangar, Sherpa, Tamang und Sunwar)

Rarotongaisch siehe Cook Islands Maori
Rätoromanisch (Bündnerromanisch) ist Amtssprache in
- der Schweiz:
  - auf der Ebene des Gesamtstaates (Landessprache zusammen mit Deutsch, Französisch und Italienisch, Amtssprache im Verkehr mit der romanischsprachigen Bevölkerung)
  - im Kanton Graubünden (auf Kantonsebene Amtssprache zusammen mit Deutsch und Italienisch; die einzelnen Gemeinden des Kantons bestimmen ihre jeweilige(n) Amtssprache(n) selbst)

Rumänisch ist Amtssprache in:
- Moldau (in Transnistrien als Moldauisch bezeichnet)
- Rumänien
- Serbien:
  - in der Vojvodina lokal in Gebieten mit rumänischer Minderheit (zusammen mit Serbisch, Ungarisch und weiteren Minderheitensprachen)

Russisch ist Amtssprache in:
- Georgien:
  - in Abchasien (mit Abchasisch)
  - in Südossetien (mit Ossetisch)
- Kasachstan (mit Kasachisch)
- Kirgisistan (mit Kirgisisch)
- Moldau:
  - in Gagausien (zusammen mit Rumänisch und Gagausisch)
  - in Transnistrien (zusammen mit Rumänisch und Ukrainisch)
- Russland (in den Autonomen Republiken zusammen mit der Sprache der jeweiligen Titularnation)
- Ukraine:
  - in der Autonomen Republik Krim (zusammen mit Ukrainisch und Krimtatarisch)
- Belarus (mit Belarussisch)

Russinisch ist Amtssprache in:
- Serbien:
  - in der Vojvodina lokal in Gebieten mit russinischer Minderheit (zusammen mit Serbisch, Ungarisch und weiteren Minderheitensprachen)
- Slowakei:
  - in Gemeinden, in denen die russinische Minderheit über 20 % der Bevölkerung ausmacht (zusammen mit Slowakisch)

## S
Samoanisch ist Amtssprache in:
- Amerikanisch-Samoa (mit Englisch)
- Samoa (mit Englisch)

Sango ist Amtssprache in:
- Zentralafrikanische Republik (mit Französisch)

Santali ist Amtssprache in:
- Indien:
  - im Bundesstaat Jharkhand (eine der assoziierten Amtssprachen neben der Amtssprache Hindi)

Schottisch-Gälisch ist Amtssprache in:
- Vereinigtes Königreich:
  - Schottland (zusammen mit Englisch)

Schwedisch ist Amtssprache in:
- Finnland (mit Finnisch)
- Schweden

Serbisch ist Amtssprache in:
- Bosnien und Herzegowina (zusammen mit Bosnisch und Kroatisch)
- Kosovo (mit Albanisch)
- Serbien (daneben regional oder lokal in der Vojvodina auch Kroatisch, Slowakisch, Rumänisch, Russinisch und Ungarisch)

Serbokroatisch siehe Bosnisch, Kroatisch, Montenegrinisch, Serbisch
Sesotho ist Amtssprache in:
- Lesotho (mit Englisch und Zulu, aber es ist keine Amtssprache definiert)
- Südafrika (mit Afrikaans, Englisch, Ndebele, Northern Sotho, Siswati, Tsonga, Tswana, Venda, Xhosa, Zulu)

Seychellen-Kreolisch ist Amtssprache in:
- Seychellen (zusammen mit Englisch und Französisch)

Sherpa ist Amtssprache in:
- Indien:
  - im Bundesstaat Sikkim (mit Nepali, Bhutia, Lepcha, Limbu, Newari, Rai, Gurung, Mangar, Tamang und Sunwar)

Shona ist Amtssprache in:
- Simbabwe (mit Englisch und Nord-Ndebele)

Shuar ist Amtssprache in:
- Ecuador:
  - offizielle Sprache für „interkulturelle Beziehungen“ und „Angelegenheit der indigenen Gemeinschaften“ (mit Spanisch und Kichwa)

Singhalesisch ist Amtssprache in:
- Sri Lanka

Sirionó ist Amtssprache in:
- Bolivien (mit Quechua, Aymara, Guaraní, Spanisch und 32 weiteren indigenen Sprachen)

Siswati ist Amtssprache in:
- Eswatini (zusammen mit Englisch)
- Südafrika (mit Afrikaans, Englisch, Ndebele, Northern Sotho, Sesotho, Tsonga, Tswana, Venda, Xhosa, Zulu)

Slowakisch ist Amtssprache in:
- Serbien:
  - in der Vojvodina lokal in Gebieten mit slowakischer Minderheit (zusammen mit Serbisch, Ungarisch und weiteren Minderheitensprachen)
- Slowakei (mit Ungarisch, Ruthenisch, Ukrainisch und Deutsch als parallelen Amtssprachen in Gemeinden, in denen die Minderheit über 20 % ausmacht)

Slowenisch ist Amtssprache in:
- Italien:
  - in den ehemaligen Provinzen Triest und Gorizia zusammen mit Italienisch
- Österreich:
  - als Minderheitensprache in Kärnten zusammen mit Deutsch
- Slowenien

Sorani ist Amtssprache in:
- Irak
  - Autonome Region Kurdistan

Sorbisch siehe Niedersorbisch und Obersorbisch
Spanisch (Kastilisch) ist Amtssprache in:
- Äquatorialguinea (zusammen mit Französisch und Portugiesisch – siehe auch Äquatorialguineisches Spanisch)
- Argentinien
- Bolivien (mit Quechua, Aymara, Guaraní und 33 weiteren indigenen Sprachen)
- Chile
- Costa Rica
- Dominikanische Republik
- Ecuador
- El Salvador
- Guatemala
- Honduras
- Kolumbien
- Kuba
- Mexiko
- Nicaragua
- Panama
- Paraguay (mit Guarani)
- Peru (zusammen mit Quechua und Aymara)
- Spanien (in einigen Regionen sind zusammen mit Spanisch auch Aranesisch, Baskisch, Galicisch und Katalanisch Amtssprachen)
- Uruguay
- Venezuela
- den Vereinigten Staaten:
  - im Bundesstaat New Mexico (zusammen mit Englisch)
  - im assoziierten Freistaat Puerto Rico (zusammen mit Englisch)
- Westsahara

Sunwar ist Amtssprache in:
- Indien:
  - im Bundesstaat Sikkim (mit Nepali, Bhutia, Lepcha, Limbu, Newari, Rai, Gurung, Mangar, Sherpa und Tamang)

Swahili ist Amtssprache in:
- Tansania
- Kenia
- Uganda
- Ruanda

## T
Tacana ist Amtssprache in:
- Bolivien (mit Quechua, Aymara, Guaraní, Spanisch und 32 weiteren indigenen Sprachen)

Tadschikisch ist Amtssprache in:
- Tadschikistan

Tamang ist Amtssprache in:
- Indien:
  - im Bundesstaat Sikkim (mit Nepali, Bhutia, Lepcha, Limbu, Newari, Rai, Gurung, Mangar, Sherpa und Sunwar)

Tamazight ist Amtssprache in:
- Algerien (mit Arabisch)

Tamilisch ist Amtssprache in:
- Indien:
  - im Bundesstaat Tamil Nadu
  - im Unionsterritorium Puducherry (zusammen mit Telugu, Malayalam und Englisch)
- Singapur (mit Malaiisch, Englisch und Mandarin)
- Sri Lanka (mit Singhalesisch)

Tapiete ist Amtssprache in:
- Bolivien (mit Quechua, Aymara, Guaraní, Spanisch und 32 weiteren indigenen Sprachen)

Tatarisch ist Amtssprache in:
- Russland:
  - in der Autonomen Republik Tatarstan (zusammen mit Russisch)

Telugu ist Amtssprache in:
- Indien:
  - im Bundesstaat Andhra Pradesh
  - im Bundesstaat Telangana (zusammen mit Urdu)
  - im Unionsterritorium Puducherry (zusammen mit Tamil, Malayalam und Englisch)

Tetum ist Amtssprache in:
- Osttimor (zusammen mit Portugiesisch)

Thai ist Amtssprache in:
- Thailand

Tibetisch ist Amtssprache in:
- der Volksrepublik China (zusammen mit Hochchinesisch und anderen Sprachen):
  - im Autonomen Gebiet Tibet
  - im Großteil der Provinz Qinghai:
    - Autonomer Bezirk Haibei der Tibeter
    - Autonomer Bezirk Haixi der Mongolen und Tibeter
    - Autonomer Bezirk Hainan der Tibeter
    - Autonomer Bezirk Huangnan der Tibeter
    - Autonomer Bezirk Golog der Tibeter
    - Autonomer Bezirk Yushu der Tibeter

  - in Teilen der Provinz Sichuan:
    - Autonomer Bezirk Ngawa der Tibeter und Qiang
    - Autonomer Bezirk Garzê der Tibeter
    - Autonomer Kreis Muli der Tibeter

  - in Teilen der Provinz Gansu:
    - Autonomer Bezirk Gannan der Tibeter
    - Autonomer Kreis Tianzhu der Tibeter

  - in einem Teil der Provinz Yunnan:
    - Autonomer Bezirk Dêqên der Tibeter

Tigrinja ist Amtssprache in:
- Eritrea (mit Arabisch)

Tongaisch ist Amtssprache in:
- Tonga (mit Englisch, aber es ist keine Amtssprache definiert)

Toromona ist Amtssprache in:
- Bolivien (mit Quechua, Aymara, Guaraní, Spanisch und 32 weiteren indigenen Sprachen)

Tschechisch ist Amtssprache in:
- Tschechien

Tschetschenisch ist Amtssprache in:
- Russland:
  - in der Autonomen Republik Tschetschenien (zusammen mit Russisch)

Tschuwaschisch ist Amtssprache in:
- Russland:
  - in der Autonomen Republik Tschuwaschien (zusammen mit Russisch)

Tsonga ist Amtssprache in:
- Südafrika (mit Afrikaans, Englisch, Ndebele, Northern Sotho, Sesotho, Siswati, Tswana, Venda, Xhosa, Zulu)

Tswana ist Amtssprache in:
- Botswana
- Südafrika (mit Afrikaans, Englisch, Ndebele, Northern Sotho, Sesotho, Siswati, Tsonga, Venda, Xhosa, Zulu)

Türkisch ist Amtssprache in:
- Nordzypern
- Türkei
- Zypern (mit Griechisch)

Turkmenisch ist Amtssprache in:
- Turkmenistan

Tuvaluisch ist Amtssprache in:
- Tuvalu (mit Englisch)

Tuwinisch ist Amtssprache in:
- Russland:
  - in der Autonomen Republik Tuwa (zusammen mit Russisch)

## U
Udmurtisch ist Amtssprache in:
- Russland:
  - in der Autonomen Republik Udmurtien (zusammen mit Russisch)

Uigurisch ist Amtssprache in:
- der Volksrepublik China (zusammen mit Hochchinesisch und anderen Sprachen):
  - im Uigurischen Autonomen Gebiet Xinjiang

Ukrainisch ist Amtssprache in:
- Moldau:
  - in Transnistrien (zusammen mit Russisch und Rumänisch)
- Serbien (regional)
- Slowakei:
  - in Gemeinden, in denen die ukrainische Minderheit über 20 % der Bevölkerung ausmacht (zusammen mit Slowakisch)
- Ukraine

Ulithisch ist Amtssprache in:
- Mikronesien:
  - auf dem Atoll Ulithi im Bundesstaat Yap (zusammen mit Englisch)

Ungarisch ist Amtssprache in:
- Österreich:
  - als Minderheitensprache im Burgenland zusammen mit Deutsch und Kroatisch
- Serbien:
  - in der Provinz Vojvodina zusammen mit Serbisch
- Slowakei:
  - in Gemeinden, in denen die ungarische Minderheit über 20 % der Bevölkerung ausmacht (zusammen mit Slowakisch)
- Ungarn

Urdu ist Amtssprache in:
- Pakistan
- Indien:
  - im Bundesstaat Jammu und Kashmir (zusammen mit Hindi, Kashmiri und Dogri)
  - im Bundesstaat Uttar Pradesh (zusammen mit Hindi)
  - im Bundesstaat Bihar (zusammen mit Hindi)
  - im Bundesstaat Telangana (zusammen mit Telugu)

Usbekisch ist Amtssprache in:
- Usbekistan

## V
Venda ist Amtssprache in:
- Südafrika (mit Afrikaans, Englisch, Ndebele, Northern Sotho, Sesotho, Siswati, Tsonga, Tswana, Xhosa, Zulu)

Vietnamesisch ist Amtssprache in:
- Vietnam

## W
Walisisch ist Amtssprache in:
- Vereinigtes Königreich:
  - in Wales (zusammen mit Englisch)

Weenhayek ist Amtssprache in:
- Bolivien (mit Quechua, Aymara, Guaraní, Spanisch und 32 weiteren indigenen Sprachen)

Westfriesisch ist Amtssprache in:
- den Niederlanden:
  - in der Provinz Friesland (zusammen mit Niederländisch)

Woleaianisch ist Amtssprache in:
- Mikronesien:
  - auf dem Atoll Woleai im Bundesstaat Yap (zusammen mit Englisch)

## X
Xhosa ist Amtssprache in:
- Südafrika (mit Afrikaans, Englisch, Ndebele, Northern Sotho, Sesotho, Siswati, Tsonga, Tswana, Venda, Zulu)

## Y
Yapesisch ist Amtssprache in:
- Mikronesien:
  - im Bundesstaat Yap (zusammen mit Englisch)

Yawanawá ist Amtssprache in:
- Bolivien (mit Quechua, Aymara, Guaraní, Spanisch und 32 weiteren indigenen Sprachen)

Yuki ist Amtssprache in:
- Bolivien (mit Quechua, Aymara, Guaraní, Spanisch und 32 weiteren indigenen Sprachen)

Yuracaré ist Amtssprache in:
- Bolivien (mit Quechua, Aymara, Guaraní, Spanisch und 32 weiteren indigenen Sprachen)

## Z
Zamuco ist Amtssprache in:
- Bolivien (mit Quechua, Aymara, Guaraní, Spanisch und 32 weiteren indigenen Sprachen)

Zhuang ist Amtssprache in:
- der Volksrepublik China (zusammen mit Hochchinesisch und anderen Sprachen):
  - im Autonomen Gebiet Guangxi der Zhuang-Nationalität
  - in einem Teil der Provinz Yunnan:
    - Autonomer Bezirk Wenshan der Zhuang und Miao

  - in einem Teil der Provinz Guangdong:
    - Autonomer Kreis Lianshan der Zhuang und Yao

Zulu ist Amtssprache in:
- Südafrika (mit Afrikaans, Englisch, Ndebele, Northern Sotho, Sesotho, Siswati, Tsonga, Tswana, Venda, Xhosa)